# Lucía Meza Guzmán
Lucía Virginia Meza Guzmán (Cuautla, Morelos; 13 de diciembre de 1975) conocida solo como Lucy Meza, es una política mexicana, miembro del Partido Revolucionario Institucional.
Su primer cargo público fue como regidora en Cuautla, fue diputada local en las legislaturas L y LII; después llegó a la diputación federal en 2015 y en el 2018 ocupó un lugar en el Senado de la República. En 2024 fue candidata a la gubernatura de Morelos por la coalición  «Por la Seguridad y Dignidad de Morelos, Vamos Todos» integrada por los partidos nacionales PRI, PAN, PRD y el partido local RSPM.

## Biografía
Lucía Virginia Meza Guzmán nació el 13 de diciembre de 1975 en la ciudad de Cuautla, Morelos, México. Estudió la licenciatura en administración pública en la Universidad Latinoamericana.  También realizó estudios de Licenciatura en Derecho, y finalizó la Maestría en Seguridad Pública y Políticas Públicas por el Institute for Executive Education (IEXE) campus Puebla.  Estuvo casada con el político Ricardo Robledo pero se divorció de él en 2023. 

### Trayectoria política
En 1998 se afilió al Partido de la Revolución Democrática. Trabajó en el ayuntamiento de Cuautla y de Atlatlahucan. De 2003 a 2006 fue regidora del ayuntamiento de Cuautla, bajo el mandato de Arturo Damián Cruz Mendoza como presidente municipal. En las elecciones estatales de 2006 fue electa diputada estatal por el distrito 14, con sede en Cuautla. Integró la L Legislatura del Congreso del Estado de Morelos del 1 de septiembre de 2006 al 31 de agosto de 2009. Dentro del congreso fue coordinadora del grupo parlamentario del PRD, presidente de la junta de política y gobierno y presidente de la comisión de gobernación y gran jurado. En 2009 fue postulada por su partido como presidente municipal de Cuautla. Fue derrotada por el candidato del Partido Revolucionario Institucional, Luis Felipe Güemes.
En las elecciones estatales de 2012 volvió a ser electa como diputada estatal. Representó al distrito 15, con sede en Cuautla, en la LII Legislatura del congreso, del 1 de septiembre de 2012 al 31 de agosto de 2015. Fue coordinadora del grupo parlamentario del PRD. También fue presidente de la mesa directiva del congreso. Fue presidente de la comisión de puntos constitucionales y legislación, y secretaria de la comisión de hacienda, presupuesto y cuenta pública.
En las elecciones federales de 2015 fue electa como diputada del Congreso de la Unión por el distrito 3 de Morelos, con cabecera en Cuautla. Ocupó el escaño en la LXIII Legislatura del 1 de septiembre de 2015 al 31 de agosto de 2018. Fue secretaria de la comisión de competitividad, de la comisión de seguridad social, de la comisión de hacienda y crédito público, y de la comisión de vivienda.
El 15 de noviembre de 2017 renunció al PRD, acusando que el partido «perdió su esencia ideológica». Una semana después, Meza se incorporó al partido Movimiento Regeneración Nacional.
En las elecciones federales de 2018 fue postulada por Morena como senadora de primera fórmula en representación del Estado de Morelos. Fue senadora de la LXIV y LXV Legislatura del Congreso de la Unión desde el 1 de septiembre de 2018. Dentro del congreso presidió la comisión de juventud y deporte, y la comisión de comunicaciones y transportes.

### Candidata a gobernadora de Morelos
El 28 de junio de 2023 pidió licencia de su cargo para buscar la postulación de Morena como candidata a gobernadora de Morelos y para promover a Claudia Sheinbaum como candidata presidencial del mismo partido. Su suplencia fue cubierta por Leticia Peña Ocampo. El 24 de agosto de 2023 se reincorporó al senado. En octubre de ese año el partido Morena seleccionó a las seis personas que serían contempladas en una encuesta para elegir a su candidato a gobernador de Morelos. Lucía Meza no fue contemplada entre los perfiles seleccionados para compoteir, por lo que acusó que su candidatura había sido vetada por el gobernador de Morelos, Cuauhtémoc Blanco, y anunció que tomaría medidas legales para que el partido la contemplara en la nominación.
Un mes después, en noviembre de 2023 Meza anunció su renuncia a Morena así como su postulación a la gubernatura de Morelos en las elecciones estatales de 2024 por parte de la coalición «Fuerza y Corazón por México», integrada por el Partido Revolucionario Institucional, el Partido Acción Nacional, el Partido de la Revolución Democrática y el partido Redes Sociales Progresistas de Morelos.En las elecciones estatales de 2024 la exsenadora llegó al segundo lugar de la elección a la gubernatura 30.7% y 294 292, contra 460 271 votos de la eventual ganadora, Margarita González Saravia.